# Перси Джексон и Олимпийцы
«Перси Джексон и Олимпийцы» (англ. Percy Jackson and the Olympians) — пенталогия из фэнтезийных приключенческих романов авторства Рика Риордана и первый цикл в серии Хроники Лагеря Полукровок. Помимо пяти основных книг также были выпущены их графические версии и дополнительные материалы. Более 69 миллионов экземпляров было продано в 35 странах.
По состоянию на 28 октября 2011 года книги находились в списке бестселлеров детской литературы по версии The New York Times в течение 245 недель. В 2010 году по мотивам первой книги был выпущен фильм «Перси Джексон и Похититель молний», который, несмотря на коммерческий успех, получил преимущественно отрицательные отзывы критиков и фанатов. В 2013 году вышел сиквел под названием «Перси Джексон и Море чудовищ». В настоящее время, в производстве находится адаптация цикла от Disney+.

## Романы

### «Похититель молний»
Перси Джексон и Похититель молний — первая книга цикла о Перси Джексоне. Книга была выпущена 28 июня 2005 года. В России: осень 2009.
Перси Джексон, двенадцатилетний мальчик с диагнозом дислексия и СДВГ, всю свою жизнь считал себя проблемным ребёнком. С ним постоянно что-то случалось и ему часто приходилось менять учебные заведения. История «Похитителя молний» начинается во время обучения Перси в академии Йэнси, где мальчик пытается прижиться после очередного 5-го исключения. В академии у него появляется друг и защитник по имени Гроувер. На школьной экскурсии на выставку античного искусства на Перси нападает его учительница математики миссис Доддз, оказавшаяся страшной мифической фурией. Чудовище обвиняет Перси в том, что он украл молнии бога-громовержца Зевса и требует их вернуть. Только вмешательство учителя Перси мистера Браннера спасает Перси от мучительной смерти в когтях фурии. После нападения Перси в сопровождении матери и Гроувера отправляется на Лонг-Айленд, где располагается «Лагерь полукровок», место отдыха и обучения для детей, рождённых от греческих богов и смертных. Перси узнаёт, что он тоже полукровка, сын бога морей Посейдона. В дороге на Перси нападает ужасный Минотавр и в ходе битвы с ним мать героя погибает. Однако вскоре Перси выясняет, что вернуть её ещё возможно, ведь она томится в плену у мрачного бога подземного царства мёртвых Аида. Но прежде чем отправиться вызволять мать, Перси вынужден снять с себя все обвинения, которые возложил на него Зевс и доказать, что он не крал его молнии. На поиск молний ему даётся срок до летнего солнцестояния, а это десять дней. Если он не успеет, начнётся война между братьями — Зевсом, Посейдоном и Аидом. На поиск молний с Перси отправляется его друг Гроувер, оказавшийся его защитником-сатиром и юная дочь богини Афины, полукровка Аннабет. Вместе они переживут невероятные приключения, сразятся с легендарной Медузой Горгоной и рядом прочих чудовищ, и в конце концов спустятся в мрачное царство Аида и столкнутся лицом к лицу с тем, кто украл молнии Зевса.

### «Море чудовищ»
Перси Джексон и Море чудовищ — вторая книга цикла о Перси Джексоне. Книга была выпущена 3 мая 2006 года. В России: осень 2009.
Во второй книге цикла, Перси отправляется на поиски своего друга, сатира Гроувера, который попал в ловушку к циклопу Полифему. Аннабет, Перси и его новообретённый брат циклоп Тайсон берутся отправиться в полное опасностей путешествие в воды Моря Чудовищ, дабы спасти не только Гроувера, но и весь «Лагерь полукровок», ведь неким злодеем было отравлено священное дерево Талии, дочери Зевса, а это значит, что защита лагеря вот-вот падёт и уже ничто не сможет удержать чудовищ от вторжения. Только мифическое Золотое руно способно исцелить дерево, но Руно спрятано на острове Полифема, и, чтобы добраться до него, необходимо переплыть Море Чудовищ и сразиться с его обитателями — Сциллой и Харибдой, сладкоголосыми сиренами и коварной волшебницей Цирцеей.

### «Проклятие Титана»
Перси Джексон и Проклятие Титана — третья книга цикла о Перси Джексоне. Книга была выпущена 1 апреля 2007 года. В России: зима 2009.
Перси, Аннабет и Талия, дочь Зевса, спасённая Золотым Руном в предыдущей книге, проникают в военизированную школу Уэстовер, где учатся двое детей-полукровок Нико и Бьянка ди Анджело, на которых объявлена охота. Владыка титанов Кронос жаждет заполучить в свои ряды новых талантливых героев, поэтому не остановится ни перед чем, чтобы достичь своей цели. На этот раз герои в самом начале своей миссии вынуждены столкнуться с опасным чудовищем Мантикорой, и только вмешательство прислужниц богини-охотницы Артемиды спасает героев от гибели. Впрочем, совсем без жертв не обошлось — в ходе схватки с Мантикорой со скалы падает подруга Перси Аннабет. Как позже выясняют герои, Аннабет похитил и взял в плен мятежный и проклятый богами Олимпа титан Атлас. Во снах Перси видит, что Атлас обманом заставил Аннабет держать небосвод вместо себя. Сам Атлас примыкает к своему повелителю Кроносу и встаёт во главе его армии. Между тем Бьянка ди Анджело присоединяется к свите Охотниц Артемиды.
По прибытии в «Лагерь полукровок» Перси узнаёт, что Атлас похитил не только Аннабет, но и саму Артемиду, которые теперь томятся на вершине горы Тамалпаис, где титаны возводят свою крепость Отрис. Юный герой вызывается на Поиск, а вместе с ним идут вызволять пленников Гроувер, Талия, Бьянка и двое Охотниц Артемиды — Зои Ночная Тень и Феба. Но вторая охотница не смогла пойти с ними и вместо неё пошёл Перси. Героев не пугает страшное пророчество Дельфийского оракула, гласящее, что двое не вернутся обратно, и они все вместе направляются к горе Тамалпаис, чтобы бросить вызов Атласу. Пророчество оказалось правдивым — во время миссии погибает Бьянка ди Анджело, когда спасает остальных в схватке с бронзовым гигантом Талосом. А уже на горе Тамалпаис в схватке с собственным отцом Атласом гибнет Зои. Хитростью и силой Перси удаётся повергнуть титана и освободить Аннабет и Артемиду. Там же на горе он снова лицом к лицу встречается со своим давним противником Лукой. В конце концов, Лука падает с вершины горы, но чудом остаётся жив.
Возвращение в лагерь не приносит Перси облегчения. Он рассказывает Нико ди Анджело о смерти сестры. Убитый горем мальчик винит во всём Перси, который не выполнил своего обещания охранять Бьянку. Тогда же Нико демонстрирует свою силу повелевать мёртвыми созданиями, такими как воины-зомби, которые преследовали Перси с начала книги. Перси решает, что и третий брат «Большой тройки» — Аид — не сдержал обещания и обзавёлся потомком в мире смертных, но это не так. Нико и Бьянка появились на свет ещё до то того, как было дано обещание не заводить детей от смертных, просто они выпали из времени на много лет, застряв в казино-отеле «Лотос». Это настораживает Перси. Теперь пророчество, высказанное Оракулом о том, что ребёнок кого-то из «Большой тройки» послужит гибелью или спасением Олимпа, принимает новый оборот. Нико, Перси и Талия — о ком-то из них говорится в пророчестве. Но о ком?
Нико бежит из лагеря, но клянётся отомстить Перси за смерть сестры. Таким образом, юный сын Посейдона наживает себе нового врага в лице отпрыска Аида.

### «Лабиринт смерти»
Перси Джексон и лабиринт смерти — четвёртая книга цикла о Перси Джексоне. Книга была выпущена 8 мая 2008 года. В России: зима 2010.
После нападения ужасных эмпус в новой школе Гуди, Перси возвращается в «Лагерь полукровок», где юные герои и их наставник кентавр Хирон готовятся к предполагаемому вторжению войск Кроноса. Для Перси это, уже третье, лето в лагере обещает быть самым приятным, потому что администратор лагеря мистер Д. (Дионис), с которым у Перси сложные отношения, отсутствует с важной миссией, а на его место встаёт загадочный Квинтус — мечник, приручивший адскую гончую по имени Миссис О' Лири. Перси ошибался, предполагая, что этим летом он сможет как следует отдохнуть и потренироваться в лагере. Назревают проблемы. Друг Перси сатир Гроувер, тщетно ищущий пропавшего бога природы Пана, может быть изгнан Советом сатиров, если не предоставит доказательств того, что Пан действительно с ним разговаривал. А Дельфийский оракул выдаёт новое предсказание, главную роль в котором отводит Аннабет. На этот раз опасность как никогда близка.
Легендарный Лабиринт Дедала может стать лазейкой в защите «Лагеря полукровок», и этой лазейкой намерен воспользоваться Лука, чтобы провести армию Кроноса через Лабиринт прямо в лагерь. Лабиринт, связанный с бессмертной душой своего мастера, живёт своей жизнью — ходы в нём меняются, коридоры исчезают и появляются вновь, даже время в Лабиринте течёт иначе, а расстояния не имеют никакого значения. Только пробраться через Лабиринт дано не каждому. По легенде только нить принцессы Ариадны, дочери греческого царя Миноса, может указать правильный путь. Перси и Аннабет находят в лагере вход в Лабиринт, означенный греческим символом «дельта» (Δ) и вместе с братом Перси циклопом Тайсоном и сатиром Гроувером спускаются внутрь. Их цель: отыскать мастерскую Дедала и заручиться поддержкой мастера, если он и в самом деле ещё жив. Одновременно где-то в Лабиринте Лука ведёт свою армию к лагерю, а юный сын Аида Нико ди Анджело, искушённый призраком злобного царя Миноса, пытается отыскать самого Перси и отомстить ему за смерть сестры.
В Лабиринте героев поджидает много опасностей — чудовища Кроноса, коварные ловушки, кузницы бога Гефеста, гладиаторские бои. В итоге, герои вынуждены разделиться: Тайсон и Гроувер отправляются на свой собственный Поиск по следам Пана, а Перси и Аннабет идут дальше. В их путешествии через Лабиринт к ним примыкают Нико ди Анджело, избавившийся от влияния Миноса, и Рейчел Элизабет Дэр, смертная девушка, способная видеть через Туман. С ней Перси познакомился в Проклятии титана, и так уж получилось, что именно Рейчел может провести героев Лабиринтом. В конце концов ребятам удаётся отыскать мастерскую Дедала, где их ждёт удивительное открытие — мечник Квинтус и есть Дедал, переселивший свой дух в автоматона — механическое тело. В мастерской завязывается бой между героями и чудовищами Кроноса, к которым примкнул дух царя Миноса, жаждущий отомстить Дедалу, повинному в его убийстве. Только благодаря бронзовым крыльям мастера ребятам удаётся сбежать. А между тем Луке удаётся заполучить нить Ариадны, и армия Кроноса начинает своё движение к лагерю. Перси, Аннабет, Рейчел и Нико объединяются с Тайсоном и Гроувером, которые наконец находят место сокрытия бога Пана. Как выясняется, Пан уже давно умер, но его воспоминание, обитавшее в пещере в Нью-Мексико, продолжало жить, ожидая Гроувера. Пан передаёт молодому сатиру и его друзьям своё наследие и окончательно умирает, попросив Гроувера донести эту печальную весть миру.
Лабиринт приводит Перси к вершине горы Тамалпаис, где титаны воздвигли крепость Отрис. В крепости находится саркофаг с останками Кроноса. Сила титана растёт, и Перси считает, что лучшего времени нанести удар может не представиться. Он проникает в святилище Отриса невидимкой и видит, как тельхины — собакоголовые существа и лучшие кузнецы — вносят в зал Косу Кроноса, самое мощное оружие после жезла Зевса и трезубца Посейдона. Перси заглядывает в саркофаг и видит, что в нём покоится Лука. Юноша отдал своё тело Кроносу и последним элементом, способным вернуть титану жизнь, стало отречение от богов Олимпа юноши-полукровки Эфана Накамуры. Кронос возвращается к жизни и первым, кого видит перед собой — своего заклятого врага Перси Джексона. Между героем и титаном завязывается схватка, в которой Перси проигрывает, ведь Кронос — повелитель времени. Перси удаётся выбраться и скрыться в Лабиринте только благодаря отважному поступку Рейчел, которая швырнула в глаза Кроносу свою расчёску. Так юный герой понимает, что титан не до конца материализовался в этом мире и что где-то внутри его нового тела всё ещё обитает сознание Луки.
Герои возвращаются в лагерь, и все вместе готовятся к атаке армии Кроноса. И атака происходит… Под руководством чудовищной Кампэ монстры, в числе который адские гончие, гиганты и лестригоны, драконицы и мятежные полукровки нападают на лагерь, но встречают достойное сопротивление со стороны героев. В ходе битвы часть лагеря была разрушена, некоторые герои погибли, а остаток армии Кроноса бежал обратно в Лабиринт после того, как Гроувер воспользовался даром Пана и изгнал чудовищ грозным рёвом. После боя Дедал решает добровольно уйти из жизни, чтобы разорвать связь между собой и Лабиринтом. Стоило мастеру исчезнуть, как и весь его Лабиринт разрушился.
Нико ди Анджело решает уйти из лагеря, так как понимает, что он лишний в нём — дети Аида нигде не будут пользоваться популярностью. Он намерен узнать подробности об их с сестрой прошлом. В конце, он пожимает руку Перси, что значит, что они расходятся с миром. Вернувшийся Дионис объявляет, что младшие боги, в числе который Морфей, Геката и Янус, примкнули к Кроносу, что делает положение олимпийцев шатким. Совет сатиров намерен изгнать Гроувера из своих рядов, так как он не предоставил доказательств существования Пана вовремя, но Гроуверу неожиданно оказывает поддержку Дионис. Он распускает Совет, веря, что Пан умер. Гекатонхейр Бриарей, оказавший поддержку героям во время битвы в лагере, отправляется в кузницы к Посейдону, а Аннабет ссорится с богиней Герой, которая клянётся отомстить дочери Афины за оскорбление.
Грядёт последняя битва с повелителем титанов Кроносом.

### «Последнее пророчество»
«Перси Джексон и последнее пророчество» — пятая книга цикла о Перси Джексоне. Была выпущена 5 мая 2009 года. Выход в России: сентябрь 2010 года.
Повелитель титанов Кронос собирает армии и готовится атаковать Олимп. Боги и герои собирают свои силы, чтобы отразить нападение. Перси Джексон и Чарльз Бекендорф, сын Гефеста, предпринимают отчаянную вылазку на круизный лайнер «Принцесса Андромеда», где разместил свой штаб Кронос. Но всё идёт не по плану: Кроносу становится известно о замысле полубогов от своего шпиона в Лагере полукровок, и он готов к визиту героев. Попадая в коварную ловушку титана, погибает Бекендорф, но перед смертью ему удаётся взорвать «Принцессу Андромеду». Перси чудом удаётся уцелеть, благодаря защите океана. В подводном царстве Посейдона, куда попадает Перси после взрыва, дела обстоят ещё хуже — владыка морей вынужден защищать свой дом от титана Океана, который, по наущению Кроноса, идёт войной на Посейдона. В морских глубинах происходит нешуточное сражение между чудовищами и тритонами. А тем временем, Кронос вызволяет из Тартара отца всех чудовищ — гигантского Тифона, который грозится уничтожить все Соединённые Штаты Америки. На борьбу с Тифоном выходят все олимпийские боги, и Перси Джексон понимает, что Олимп остаётся беззащитным перед Кроносом. Перед полукровками встаёт нелёгкая задача — встать на защиту Олимпа вместо их божественных родителей.
Грядёт война против Кроноса, а Перси Джексону вот — вот исполнится шестнадцать. А это значит, что в силу вступит великое пророчество, сказанное Дельфийским оракулом. И Перси, наконец, узнаёт его содержание целиком:
Полукровка старейших богов на свете -
Он доживёт до шестнадцатилетья…
Мир погрузится в сон, будто пьяный,
Душу героя возьмёт клинок окаянный.
И ждёт его конец, когда сделает он выбор,
Спасая Олимп или обрекая на гибель.
Герою кажется, что это пророчество говорит о том, что он неминуемо должен погибнуть, спасая Олимп и это не придаёт ему уверенности в себе. Он всё чаще начинает задумываться — а не заслуживают ли олимпийские боги той участи, на которую их обрекает Кронос? В лагере Перси встречает сына Аида, Нико ди Анджело, который в который раз просит Перси согласиться на его план. План, благодаря которому Перси смог бы сравняться по силам с Кроносом. Но Перси идея Нико не нравится. И всё же, после длительного спора, он соглашается, и вместе они отправляются в подземное царство Аида. План Нико заключается в том, что Перси должен окунуться в воды Стикса, как это сделал в античности герой Ахилл, и получить неуязвимость. На берегу Перси встречает дух Ахилла и тот предупреждает его, что это очень опасно. Ведь неуязвимость Ахилла не распространялась на его пятку, от ранения в которую он и умер. Перси тем не менее соглашается на опасный эксперимент и погружается в Стикс. Только огромная сила воли и мысли об Аннабет не дают Перси раствориться в чёрных водах подземной реки. И всё же он получает неуязвимость и слабое место в основании поясницы. Тем временем, Аид обманом заставляет Нико привести к нему Перси и заключает героя в своих казематах. Обманутый Перси обвиняет во всём Нико, но для сына Аида действия отца также являются неожиданностью. Он организует для друга побег. Аид посылает за полубогами погоню и сам становится во главе её. Тут Перси приходится использовать свою неуязвимость, и он в одиночку расправляется со всеми солдатами Аида, а самого бога сбивает с ног. Теперь он понимает то преимущество, какое получил благодаря водам Стикса.
По возвращении из царства мёртвых Перси и Нико отправляются к матери Луки — Мей Кастеллан. По мнению сына Аида, Перси должен понять прошлое Луки, чтобы получить необходимые знания для победы над Кроносом. Оказывается, Мей Кастеллан, смертная жена Гермеса, в своё время сошла с ума, когда её начали преследовать видения о судьбе сына. Напуганный этим Лука сбежал из дома, решив, что потерял в лице матери остатки своей семьи. Так же Перси узнаёт, что Лука так же искупался в водах Стикса и приобрёл неуязвимость, которой и воспользовался Кронос, чтобы вселиться в тело полубога.
Всё меньше времени остаётся до вторжения Кроноса в Нью-Йорк. Боги продолжают сражаться с Тифоном, который, приняв форму страшного урагана, опустошает штат за штатом. Вскоре он доберётся до Нью-Йорка, и тогда Олимп падёт. Между тем город окружён временной магией Кроноса, а все жители Нью-Йорка засыпают под чарами бога сна Морфея, переметнувшегося на сторону титанов. Полукровки организуют сопротивление и выстраивают оборонительные отряды рядом со всеми проходами в город. К жизни приходят все статуи города, оказавшиеся автоматонами Дедала. Только дети Ареса не участвуют в обороне, после того как уязвлённая детьми Аполлона Кларисса Ла Ру отказалась участвовать в войне. Кронос и его армия чудовищ уже на подходах к городу, и полукровки вступают в отчаянную схватку. Полыхает Нью-Йорк, герои, отражая натиск чудовищ, параллельно пытаются спасти уснувших смертных. Кронос и его отряд встречают сопротивление во главе с Перси на Вильямсбургском мосту (мосту Уильямсберг). Перси сходится в схватке с Минотавром, которого уже победил однажды, когда ему было двенадцать. И в этот раз Минотавр повержен, и на очереди Кронос. В ходе битвы разрушается мост, отрезая силам наступления проход в город.
В то время, пока Нью-Йорк охвачен войной, подруга Перси Рейчел Элизабет Дэр прерывает свой отдых с родителями и решает прийти на помощь другу. Она чувствует, что в этой войне ей отведена не последняя роль и хочет быть рядом, когда её помощь потребуется.
А в лагерь, разбитый выжившими полукровками в Нью-Йорке, приходит посланник от Кроноса — мятежный титан Прометей. Он предлагает Перси сдаться и обещает, что в таком случае его повелитель не тронет город. Перси отказывается и получает в подарок от титана ящик Пандоры — кувшин, из которого некогда Пандора выпустила беды всего мира. В кувшине осталась одна лишь Надежда, и Прометей говорит Перси, что как только он выпустит Надежду, Кронос будет знать, что герой сдался.
Кронос насылает на героев чудовище за чудовищем, полукровки несут потери, но храбро продолжают сражаться. В бой вступают и некоторые смертные, очнувшиеся от сна Морфея. Неожиданно на помощь приходят дети Ареса, который, вопреки ожиданиям, ведёт не Кларисса, а дочь Афродиты и подруга погибшего Бекендорфа Силена Боргард! Силена отчаянно пытается одолеть Лидийского змия, но проигрывает и погибает. Перед смертью девушка признаётся, что она была шпионкой Кроноса в лагере и раскаивается. Полукровки прощают её и хоронят как героя.
Тифон уже почти у побережья Нью-Йорка, а боги на исходе своих сил. Аид отсиживается у себя в подземном царстве, считая, что боги получат по заслугам за то, что унизили его, когда сослали править мёртвыми. С ним его жена Персефона и тёща Деметра. Нико тщетно пытается призвать отца к благоразумию и уговаривает помочь братьям — богам. Когда Аид отказывается, Нико сам вступает в бой, вызвав легион мертвецов. Приходит на помощь Хирон с армией кентавров и перевес в бою переходит на сторону полукровок. А когда соглашается помочь и Аид, герои понимают, что победа вот-вот будет за ними.
В пылу битвы Кроносу удаётся прорваться к Эмпайр-стейт-билдинг, и он поднимается на шестисотый этаж небоскрёба, где разместился Олимп. Обитель богов в плачевном состоянии. Терпящие поражение в бою с Тифоном, боги слабеют, и Олимп находится на грани гибели. Кронос и Эфан Накамура, сын богини мщения Немезиды, продолжающий верно служить титану, громят храмы богов, ослабляя тем самым их власть. Перси, Аннабет, Гроувер и Талия спешат за ним, чтобы вступить в последнюю схватку с повелителем титанов. А Перси понимает, что ещё немного и пророчество исполнится.
Финальный поединок Кроноса в теле Луки и Перси Джексона происходит в тронном зале главного храма Олимпа. В последние минуты войны даёт знать о себе Гестия, покровительница домашнего очага, младшая богиня и последний олимпиец, от которой зависело больше, чем кто-либо мог представить. Кронос кажется почти неуязвимым, но Аннабет понимает, что разум Луки всё ещё борется с сознанием титана. Девушка взывает к другу, напоминая ему о том, что он обещал стать для неё семьёй и нарушил своё слово. Луке удаётся взять верх над Кроносом, и он понимает, каких бед наделал из-за своего малодушия и злости. Он просит Перси дать ему шанс всё исправить. Перси отдаёт Луке боевой нож Аннабет, и сын Гермеса вонзает его себе в подмышку, где было его уязвимое место. Таким образом пророчество исполняется. Кроноса убивает сам Лука, ценой собственной жизни. Тифона повергает Посейдон, пришедший на подмогу братьям после сражения с Океаном. Выжившие чудовища Кроноса бегут прочь. Чары над Нью-Йорком рассеиваются.
Герои собираются на Олимпе. Боги награждают Перси и его друзей. Аннабет становится главным архитектором Олимпа. Гроувер получает место в Совете козлоногих и становится преемником бога Пана. А Перси получает предложение стать бессмертным богом, от которого отказывается. Вместо этого он просит о другом одолжении, и боги соглашаются его выполнить. Отныне все боги будут признавать своих детей, где бы они не находились, они будут видеться с ними и помогать им, и все полукровки, обречённые на одиночество без своих божественных родителей должны будут переехать в Лагерь полукровок. Боги, хоть и нехотя, но соглашаются. Таким образом боги начали признавать своих детей и считаться с ними. Луку хоронят как героя, потому что в последний миг своей жизни он искупил свою вину и совершил деяние героя, убив Кроноса.
Позже в Лагере полукровок Рейчел Элизабет Дэр принимает на себя обязанности нового Оракула и изрекает новое великое пророчество:
На зов ответят семь полукровок,
В огне и буре мир гибнет снова.
Клятву сдержи на краю могилы,
К Вратам смерти идут вражьи силы.
Никто не знает, что значит новое пророчество и когда оно исполнится. Но никто и не желает этого знать, потому что у полукровок наконец-то наладилась жизнь. В Лагерь приезжают новые дети богов, Перси Джексон и Аннабет Чейз стали встречаться и всё снова встало на свои места.

### «Секретные материалы»
«Перси Джексон и Олимпийцы. Секретные материалы» — дополнение к циклу книг о Перси Джексоне, содержащее три рассказа о приключениях Перси — «Перси Джексон и Украденная колесница», «Перси Джексон и Бронзовый Дракон», «Перси Джексон и Меч Аида», а также ряд интервью с главными героями цикла, кроссворд, цветные вклейки с краткими характеристиками богов-олимпийцев. События «Меча Аида» являются прямым продолжением «Лабиринта Смерти» и накладываются на «Последнее пророчество».

## Персонажи

### Полубоги
- Перси Джексон — возраст 12-16, полубог, сын Посейдона и Салли Джексон, главный герой. Как и все полубоги страдает дислексией и СДВГ. Обладатель меча Анаклузмос (с греческого: «стремительное течение», в некоторых переводах упоминается как «Стремнина».) Участвовал в нескольких поисках — его лучшие друзья это: Аннабет Чейз, Рейчел Дэр, Гроувер Андервуд и Талия Грейс. Есть брат — циклоп Тайсон.
- Аннабет Чейз — возраст 12-16 лет, полубог, дочь Афины и Фредерика Чейза, подруга и возлюбленная Перси. Очень умна, способный стратег, в «Последнем Пророчестве» стала главным архитектором Олимпа.
- Лука Кастеллан — возраст 19-23 года, полубог, сын Гермеса, перешёл на служение к титану Кроносу, после того как разочаровался в богах-олимпийцах и в частности в своём отце Гермесе. В «Последнем Пророчестве» спасает Олимп. В его тело был заточён дух Кроноса. Бывший возлюбленный Аннабет Чейз, хотя в конце книги «Перси Джексон и Последнее Пророчество» Аннабет признаётся, что он всё это время был ей как брат, хотя в первых книгах испытывала к нему явно большие чувства, что также замечал Перси и ревновал. Хорошо владеет мечом.
- Талия Грейс — 15 лет, полубог, дочь Зевса и актрисы Берил Грейс. Дружила с Аннабет и Люком, но после нападения чудовищ пожертвовала собой, чтобы спасти друзей. Была спасена Зевсом и превращена в священную сосну, охраняющую границы «Лагеря полукровок». В Море Чудовищ была отравлена Лукой и исцелена Золотым Руном, вернув себе человеческий облик. В «Проклятии титана» принимает присягу Артемиде и становится её Охотницей. Мама Талии в последние годы жизни много пила и разбилась в автокатастрофе, управляя машиной в нетрезвом виде.
- Нико ди Анджело — возраст 9-13 лет, полубог, сын Аида. Души не чает в своей сестре Бьянке ди Анджело. Клянётся отомстить Перси за её смерть, временно командует армией мёртвых. Впоследствии, разобравшись в его непричастности к смерти сестры, отказывается от планов мести. Позднее, признаётся в нетрадиционной ориентации и влюблённости в Перси. В «Крови Олимпа» сближается с сыном Аполлона — Уилл Соласом. Мария ди Анджело — мама Нико — погибла, когда они с сестрой были детьми.
- Бьянка ди Анджело — (12 лет) — старшая сестра Нико, Охотница Артемиды. Погибает в «Проклятии титана», спасая своих друзей. В «Лабиринте смерти» является как призрак по велению брата и просит его не искать способа для её возвращения в мир живых.
- Кларисса Ла Ру — (12-16 лет), полубог, дочь Ареса. Отважная девушка, не побоявшаяся в одиночку спуститься в Лабиринт Дедала. Терпеть не может Перси, но испытывает к нему уважение.
- Эфан Накамура — полукровка, сын богини мщения Немезиды. Примкнул к Луке, заблудился в Лабиринте Дедала. Был схвачен и доставлен Антею для его гладиаторских боёв. Отверг богов, что стало последним элементом для воскрешения Кроноса, но в конце восстал против него и был убит им же в «Последнем Пророчестве».
- Братья Стоулл — (15-19 лет) Тревис и Коннор Стоулл. Старосты домика Гермеса. Не являются близнецами, так как Коннор на год старше своего брата, но их считают таковыми. Мастера шуток, подвохов и розыгрышей. Дети Гермеса.
- Дедал — сын Афины. Гениальный изобретатель и архитектор, создатель Лабиринта. Добился бессмертия путём переселения своей души в механических существ — автоматонов. Δ — греческая дельта, является подписью Дедала на его изобретениях.
- Силена Боргард — старшая дочь Афродиты. Она прикинулась Клариссой и повела детей Ареса в бой, так как именно она была предателем в Лагере. Погибла в битве с Лидийским змием. Была возлюбленной Чарльза Бекендорфа.
- Ли Флетчер — сын Аполлона, убит в Лабиринте смерти.
- Чарльз Бекендорф — сын Гефеста. Его возлюбленная — Силена Боргард, вышеупомянутая дочь Афродиты. Отличный кузнец. Погиб в «Последнем Пророчестве», взорвав корабль чудовищ «Царевна Андромеда» и пожертвовав ради этого своей жизнью.
- Кастор — сын Диониса. Убит в битве у лабиринта в "Лабиринте Смерти.
- Поллукс — сын Диониса. Брат-близнец Кастора.
- Зоя Ночная Тень - охотница Артемиды, дочь Атласа, в прошлом одна из Гесперид. Была предана Гераклом. Погибла в «Проклятии титана» от рук отца. Обратилась в созвездие.
- Майкл Ю — сын Аполлона. Староста домика Аполлона после Ли Флетчера. С ребятами из домика Аполлона помогает Перси в «Последнем Пророчестве» начать войну против титанов. Владеет звуковым луком. Пропал без следа в битве против Кроноса-Луки в «Последнем Пророчестве».
- Джейк Мейсон — сын Гефеста. С ребятами из домика Гефеста помогает Перси в «Последнем Пророчестве» начать войну против титанов.
- Кати Гарднер — дочь Деметры. С ребятами из домика Деметры помогает Перси в «Последнем Пророчестве» начать войну против титанов.
- Брэнда Силлен — дочь Ареса. Появлялась в первой книге, как сестра и подруга Клариссы.
- Малькольм — сын Афины, заместитель старосты домика Афины.
- Уилл Солас — сын Аполлона, староста своего домика, главный врачеватель. Влюблён в Нико ди Анджело.

### Боги
- Зевс — верховный бог Олимпа, повелитель грома. В цикле книг о Перси Джексоне — отец Талии.
- Посейдон — брат Зевса и Аида, повелитель морей и океанов. Имеет символ в виде трезубца. В цикле книг о Перси Джексоне — отец Перси и Тайсона.
- Аид — брат Зевса и Посейдона, повелитель подземного царства мёртвых. В цикле книг о Перси Джексоне — отец Нико и Бьянки ди Анджело.
- Арес — бог войны. В цикле книг о Перси Джексоне — отец Клариссы и Эвритиона.
- Афина — богиня мудрости. В цикле книг о Перси Джексоне — мать Аннабет Чейз и Дедала.
- Аполлон — бог солнечного света, музыки, поэзии. Брат Артемиды.
- Артемида — сестра-близнец Аполлона. Богиня Луны и охоты. В цикле книг о Перси Джексоне — путешествует по свету со свитой девушек-Охотниц, к числу которых недолго относилась Бьянка ди Анджело во главе с Зоей Ночная Тень, которую сменила Талия Грейс.
- Гефест — бог-кузнец. В цикле книг о Перси Джексоне — отец Чарльза Бекендорфа.
- Деметра — богиня земледелия и плодородия. В цикле книг о Перси Джексоне — мать Кати Гарднер.
- Гера — верховная богиня, жена Зевса, богиня брака и семьи.
- Афродита — богиня любви, в цикле о Перси Джексоне — мать Силены Боргард.
- Гестия — богиня домашнего очага.
- Пан — бог дикой природы, повелитель сатиров. Умирает в «Лабиринте смерти», передаёт свой дар Гроуверу.
- Янус — бог выбора, входов и выходов.
- Гермес — бог-покровитель путешественников и воров. В цикле книг о Перси Джексоне — отец Луки и братьев Стоулл.
- Геката — богиня колдовства и ночи. Примкнула к Кроносу в войне против Олимпа.
- Морфей — бог сна. Примкнул к Кроносу в войне против Олимпа.
- Немезида — богиня мщения. Примкнула к Кроносу в войне против Олимпа. В цикле книг о Перси Джексоне — мать Эфана Накамуры.
- Дионис — бог вина и виноделия. Директор Лагеря Полукровок. Постоянно нарочно путает имя Перси Джексона и испытывает к нему не особо тёплые чувства, но в 4 книге после смерти сына стал относиться к нему лучше. В цикле книг о Перси Джексоне — отец Кастора и Поллукса.

### Титаны
- Кронос — повелитель титанов, отец Зевса, Посейдона и Аида, а также Геры, Деметры и Гестии. Был свергнут Зевсом, разорван на куски и брошен в Тартар. Отец Хирона.
- Атлас — титан, проклятый богами и заточённый на горе Отрис; держит на своих плечах небесный свод. Отец Зои Ночной Тени и Калипсо с острова Огигия, на который Перси попал в «Лабиринте смерти».
- Гиперион — титан востока, который управлял пустыней. Один из командиров армии Кроноса. Уничтожен Гроувером.
- Прометей — титан, защитник людей от произвола богов. В «Последнем Пророчестве» встаёт на сторону Кроноса. Бежал после его поражения.
- Океан — титан, главный противник Посейдона. В Последнем Пророчестве пошёл войной на подводное царство под знаменем Кроноса. Разрушил дворец Посейдона, однако позже им же побеждён.
- Япет/Иапет — титан запада, его имя означает прокалыватель, потому что именно это он делает со своими врагами. В «Секретных Материалах» Перси окунул его в Лету, сказав Япету, что он хороший и что зовут его Боб.
- Криос — титан юга, оставлен охранять Отрис, но бежал, узнав о поражении Кроноса.

### Существа
- Гроувер Ундервуд — сатир, лучший друг Перси, всю жизнь посвятил поиску бога природы Пана, повелитель природы в «Последнем Пророчестве». Как и все сатиры любит гоняться за нимфами и хорошо поесть. В «Последнем пророчестве» становится членом Совета копытных старейшин. Победитель Гипериона.
- Тайсон — циклоп, 12 лет, единокровный брат Перси, сын Посейдона. Талантливый, как и все циклопы, кузнец. Работает в кузницах Посейдона, иногда участвуя в Поисках вместе с братом.
- Хирон — кентавр и наставник героев в Лагере полукровок. Тренировал не одно поколение героев. Благосклонно относится к Перси Джексону. Сын Кроноса, но не любит говорить об этом.
- Минотавр — человек-бык, дважды поверженный Перси Джексоном.
- Лестригоны — великаны на службе у Кроноса.
- Циклопы — одноглазые великаны, дети Посейдона, непревзойдённые кузнецы.
- Леней — сатир, старейшина Совета сатиров. В «Последнем Пророчестве» вступает в бой против чудовищ Кроноса, но погибает от удара копьём в живот, превратился в лавровый лист.
- Марон — сатир, член Совета козлоногих старейшин. Покинул свой пост после смерти бога Пана.
- Силен — верховный сатир Совета козлоногих. Больше всех хотел изгнания Гроувера, потому как не верил в смерть Пана.
- Можжевелка — дриада, девушка Гроувера.
- Медуза Горгона — древнегреческое чудовище, которое заманивало в свой магазинчик скульптур людей и превращало в камень. Она встречается Перси, когда они направляются в царство мёртвых. В фильме Перси пользуется отражением в плеере (IPod touch), чтобы не смотреть в глаза Горгоне, а затем отрубает ей голову. В книге он пользуется отражением в магическом шаре.
- Пират — чёрный пегас Перси Джексона.
- Офиотавр— змеебык, чудовище из пророчества, которому суждено свергнуть олимпийцев. На самом деле офиотавр безобиден, но если его принести в жертву, это действительно свергнет богов Олимпа.
- Калипсо — нимфа острова Огигия, дочь Атланта. Проклята богами на вечное заточение на острове.
- Миссис О’Лири — громадная адская гончая Дедала-Квинтуса, после его смерти признала хозяина в Перси Джексоне.
- Цирцея — дочь Гекаты, могучая волшебница, которая превращает всех мужчин, попавших к ней на остров, в морских свинок.
- Гиперборейцы — ледяные великаны на службе у Кроноса.
- Тантал — дух из Поля наказания, которых прибыл в Лагерь Полукровок на замену Хирона. Его наказание заключается в том, что еда от него в буквальном смысле сбегает.

### Люди
- Рейчел Элизабет Дэр — возраст 15-16 лет, смертная, наделённая даром видеть сквозь Туман истинный облик вещей, помогает Перси в 3-5 книгах, в «Последнем Пророчестве» становится Дельфийским оракулом.
- Салли Джексон — мать Перси Джексона, способна видеть сквозь Туман. В «Похитителе молний» её украл Аид.
- Гэйб Ульяно — злобный отчим Перси Джексона. Обращён в конце «Похитителя молний» в камень с помощью головы Медузы Горгоны.
- Пол Блофис — друг, а потом и муж Салли Джексон. Преподаватель английского в школе Гуд.
- Фредерик Чейз — отец Аннабет Чейз. Преподаватель военной истории в школе. Принимал участие в сражение против армии Кроноса под предводительством Луки на горе Отрис в «Проклятие Титана». Кроме Аннабет, имеет двоих детей — близнецов Мэттью и Боба.
- Мистер Дэр — отец Рэйчел Дэр, оракула Лагеря полукровок. Бизнесмен, разрушающий дикую природу, скупая девственные уголки и перепродавая их компаниям.
- Мария ди Анджело — мать Нико и Бьянки ди Анджело, возлюбленная Аида. Погибла во время покушения Зевса на жизнь её детей во время Второй Мировой. Аид винил в этом Оракула, и проклял её.
- Мей Кастеллан  — мать Луки, могла видеть сквозь Туман. Её нормальная жизнь закончилась со стремлением стать новым Дельфийским оракулом. Она сошла с ума при неудачной попытке принять в себя дух Оракула, что, впрочем, не мешало ей видеть будущее её сына.

## Происхождение и история развития

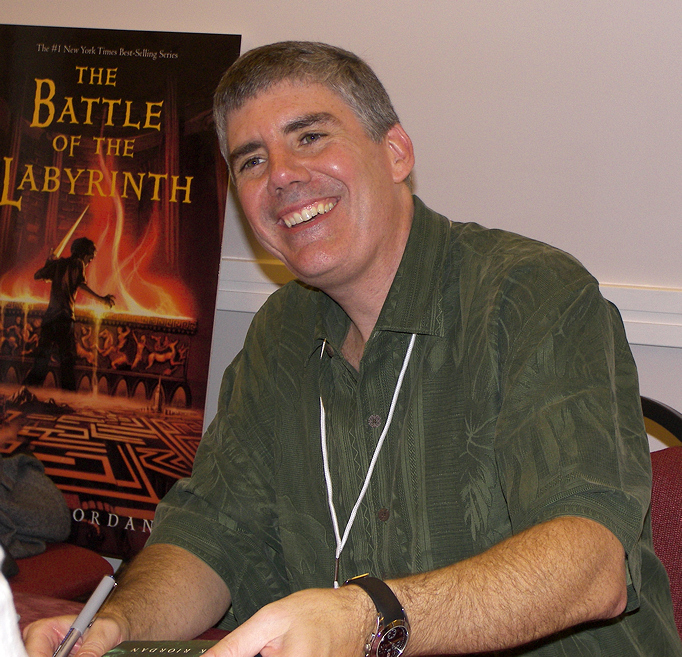
Рик Риордан

Развитие истории про Перси Джексона и Олимпийцев в целом началось, когда Риордан начал сочинять свои первые рассказы для своего сына Хейли, которому ещё недавно был поставлен диагноз СДВГ и дислексия. Его сын изучал греческую мифологию во втором классе и просил, чтобы его отец придумал Сказки на ночь на основе греческих мифов. Риордан был учителем греческой мифологии в средней школе на протяжении многих лет и смог вспомнить достаточно историй для своего сына. Таким образом, Риордан создал вымышленного персонажа — Перси Джексона, и написал историю, в которой он будет путешествовать по Соединённым Штатам, чтобы вернуть жезл Зевса. Когда рассказ был завершён, Хейли попросил, чтобы отец написал книгу на основе приключений Перси.
Небольшое интервью с Риком Риорданом попало в журнал «Book Smile City Post»
Впоследствии Риордан выслушал мнение нескольких учеников средней школы, прежде чем донести концепцию Перси Джексона до издателя. Получив их одобрение, он придумал название книги и принцип действия работы меча Перси. Продажа книги Miramax Books в 2004 году позволила Риордану оставить работу и сосредоточиться на писательской деятельности. После публикации романа 28 июня 2005 года, было продано более 1,2 миллионов экземпляров. Книга была выпущена в нескольких форматах, включая твёрдый переплёт, мягкую обложку и аудио-формат. Она была переведена на несколько языков и выпущена по всему миру.
| Интервью с Риком Риорданом журнала «Book Smile City Post» |
| --- |
| - Рик, скажите, имеет ли Перси какое-нибудь отношение к Гарри Поттеру? - Спешу вас огорчить, но я недавно был в Лондоне, и как раз мы разговорились с Джоан на счёт наших героев. Конечно, по сравнению с юным Гарри у нашего Перси не такая большая аудитория, но как вам я уже говорил я писал для своего сына. Это он подтолкнул меня на создание «Похитителя Молний»'. - Сможет ли ваша книга побить популярность раннее упомянутого Поттера? - Возможно в будущем, когда выйдет в свет моя третья книга Проклятие титана. - Я обязательно куплю один экземпляр. (смеётся) - Я в этом и не сомневаюсь. - Рик, скажите, сколько книг вы планируете выпустить? - Именно этого цикла — пять. - Книги закончатся хэппи эндом? Или постигнет такая же судьба как и у Поттера? - Не думаю что после моих слов хоть кто-нибудь купит у меня книгу! (смеётся) |

## Адаптации

### Кино
- В июне 2004 года 20th Century Fox приобрела права на экранизацию книг Риордана[17]. В апреле 2007 года режиссёром картины был назначен Крис Коламбус[18]. Съёмки начались в апреле 2009 года в Ванкувере[19]. Риордан раскритиковал фильм за существенные изменения в сюжете, попытку обратиться к более зрелой аудитории, характеры персонажей и плохой сценарий[20].

В октябре 2011 года 20th Century Fox объявила о разработке сиквела фильма 2010 года, основанном на второй книге из цикла, «Море чудовищ», выход которого состоялся 7 августа 2013 года. Из-за кассового провала фильма производство последующих продолжений было отменено, а сам Лерман подтвердил, что больше не сыграет персонажа.

### Видеоигра
11 февраля 2010 года вышла игра «Percy Jackson & The Olympians: The Lightning Thief», основанная на фильме 2010 года и выпущенной Activision на Nintendo DS.

### Мюзикл
12 января 2017 года, редактор сюжета сериала «Лемони Сникет: 33 несчастья» написал сценарий для мюзикла «Похититель молний», адаптации первого романа цикла.

### Телесериал
12 декабря 2019 года Риордан сообщил в своём твиттер-аккаунте, что встречался с руководством Disney по вопросу адаптации книг, отметив: «слишком рано загадывать наперёд, но я буду продолжать в том же духе!». 14 мая 2020 года Риордан, вместе со своей женой Бекки, записал видеособщение в твиттере, объявив о начале разработке телесериала-адаптации пентологии Перси Джексон и Олимпийцы, первый сезон которого будет снят по мотивам «Похитителя молний». Автор заверил, что он и его жена выступят в качестве исполнительных продюсеров. Сериал будет выпущен на Disney+.